# Monitor badań klinicznych
Monitor badań klinicznych, CRA (od ang. clinical research associate) – pracownik firmy sponsorującej badanie kliniczne lub jej przedstawiciel, na przykład firma CRO (contract research organization), którego głównym zadaniem jest obserwacja badania. Monitor badań klinicznych jest odpowiedzialny za ocenę zgodności prowadzonego badania klinicznego z zasadami dobrej praktyki klinicznej, zapewnienie przestrzegania protokołu badania, czuwanie nad bezpieczeństwem pacjentów uczestniczących w badaniu, w tym prawidłowe raportowanie ciężkich zdarzeń niepożądanych, wyjazdy monitorujące do ośrodków badawczych, weryfikację danych wpisanych do karty obserwacji klinicznej z historią choroby pacjentów, kontrolę gospodarki badanym produktem, raportowanie po każdej wizycie monitorującej faktycznego stanu badania w poszczególnych ośrodkach badawczych, rejestrację badania w Urzędzie Rejestracji Produktów Leczniczych, Wyrobów Medycznych i Produktów Biobójczych i zgłoszenie do komisji bioetycznej oraz rutynowe kontakty z zespołem badawczym każdego ośrodka uczestniczącego w badaniu. Jakość danych uzyskiwanych przez ośrodki badawcze jest na bieżąco sprawdzana przez monitora – jest to pierwsza osoba weryfikująca wiarygodność tych danych.